# Corrigiola palaestina
Corrigiola palaestina är en kransörtsväxtart som beskrevs av Mohammad Nazeer Chaudhri. Corrigiola palaestina ingår i släktet skoremmar, och familjen kransörtsväxter. Inga underarter finns listade i Catalogue of Life.